# Ludwika Paleta
Ludwika Paleta Paciorek (Cracovia, 29 novembre 1978) è un'attrice polacca naturalizzata messicana.

## Biografia
Paleta Paciorek a 3 anni di età si trasferì assieme alla sua famiglia in Messico perché il padre, un violinista polacco, ricevette un'offerta di lavoro a Città del Messico. Iniziò la sua carriera televisiva a 11 anni interpretando a Maria Joaquina in Carrusel.

## Filmografia

### Film
- Como Dios manda, regia di Raúl Olivares (2003)
- Seis días en la oscuridad, regia di Gabriel Soriano (2003)
- Corazón de melón, regia di Luis Vélez (2003)
- Polvo de ángel, regia di Óscar Blancarte (2007)
- Propiedad ajena, regia di Luis Vélez (2007)
- El libro de piedra, regia di Julio Cesar Estrada (2009)
- No sé si cortarme las venas o dejármelas largas, regia di Manolo Caro (2013)
- Allá y en Tonces, regia di Ángel Flores Torres (2013)
- Volando bajo, regia di Beto Gómez (2014)
- Rumbos paralelos, regia di Rafael Montero (2016)
- Un Cuento de Circo & A Love Song, regia di Demián Bichir (2016)
- ¿Quieres ser mi hijo?, regia di Ihtzi Hurtado (2023)
- Todo el silencio, regia di Osvaldo Benavides (2024)

### Serie televisive
- Carrusel - serie TV (1989-1990)
- Un amore di nonno (El abuelo y yo) - serie TV (1992)
- María la del Barrio - serie TV (1995-1996)
- Huracán - serie TV (1997-1998)
- Amigas y rivales - serie TV (2001)
- Niña amada mía - serie TV (2003)
- Mujer de madera - serie TV (2004-2005)
- Duelo de pasiones - serie TV (2006)
- Palabra de mujer - serie TV (2007-2008)
- Terminales - serie TV (2008)
- Los exitosos Pérez - serie TV (2009-2010)
- Abismo de pasión - serie TV (2012)
- La querida del Centauro - serie TV (2016-2017)
- Rubirosa - serie TV (2018)
- Madre solo hay dos - serie TV (2021)

## Riconoscimenti
- Premios TVyNovelas
  - 1990 - Miglior attrice infantile per Carrusel
  - 1992 - Miglior attrice infantile per Un amore di nonno
  - 1996 - Miglior attrice infantile per María la del Barrio

- MTV Movie Awards México
  - 2004 - Candidatura per l'attrice preferita per Corazón de melón

- Premios Bravo
  - 2013 - Rivelazione femminile per No sé si cortarme las venas o dejármelas largas[1]

- Diosas de Plata
  - 2014 - Diosa De Plata “Maria Felix” a Miglior attrice per No sé si cortarme las venas o dejármelas largas[2][3][4]

- Premios Tu Mundo
  - 2016 - Candidatura per la miglior attrice protagonista per La querida del Centauro
  - 2016 - Candidatura per la protagonista sfortunata favorita per La querida del Centauro
  - 2016 - Candidatura per la coppia perfetta (con Michel Brown) per La querida del Centauro